# Bactrocera aneuvittata
Bactrocera aneuvittata
 es una especie de díptero que Drew describió por primera vez en 1971. Bactrocera aneuvittata pertenece al género Bactrocera de la familia Tephritidae. Esta especie como plaga agrícola ha sido atacada por los agricultores en Nueva Caledonia.